# Blumentopfmoor
Koordinaten: 51° 47′ 50″ N, 10° 39′ 59″ O
Das Blumentopfmoor ist ein Moor bei Drei Annen Hohne, einer Ortschaft, die zu Wernigerode im Landkreis Harz in Sachsen-Anhalt gehört und am Rande des Nationalparks Harz im Quellgebiet der Holtemme liegt.
Seit dem Jahr 2005 wird das 19 Hektar große Moor, das bereits stark ausgetrocknet war, durch Wiedervernässungsmaßnahmen renaturiert. Der Grundwasserspiegel konnte in den letzten Jahren angehoben werden; erste Zeichen deuten auf eine Moorregeneration hin. Torfmoose und Wollgras siedeln sich auf den ehemals forstlich genutzten Flächen wieder an. Typische Libellenarten wie die Alpen-Smaragdlibelle und die Arktische Smaragdlibelle, die auf intakte Moore angewiesen sind, nehmen im Bestand wieder zu.